# 2016 en Italie
Chronologie de l'Italie
- 2012
- 2013
- 2014
- 2015
- 2016
- 2017
- 2018
- 2019
- 2020

2014 en Europe - 2015 en Europe - 2016 en Europe - 2017 en Europe - 2018 en Europe

## Événements

### Janvier 2016
- x

### Février 2016
- x

### Mars 2016
- x

### Avril 2016
- 17 avril : référendum abrogatif sur la continuation ou non de forages pétroliers. La proposition d'arrêter les forages est approuvée par 85,8 % des votants, mais en raison du faible taux de participation (31,2 %), le résultat n'est pas validé.

### Mai 2016
- x

### Juin 2016
- 5 et 19 juin : élections municipales dans 1 311 communes, entre autres à Rome. Virginia Raggi est élue maire de Rome et Chiara Appendino maire de Turin.

### Juillet 2016
- 12 juillet : accident ferroviaire d'Andria dans les Pouilles.

### Août 2016
- 24 août : séisme de magnitude 6,2 en Italie centrale.

### Septembre 2016
- x

### Octobre 2016
- 26 et 30 octobre : séismes dans les Marches et en Ombrie.

### Novembre 2016
- x

### Décembre 2016
- 4 décembre : référendum constitutionnel, le projet est rejeté.
- 7 décembre : démission de Matteo Renzi, président du Conseil.
- 11 décembre : Paolo Gentiloni est chargé de former un nouveau gouvernement.
- 12 décembre : le gouvernement Gentiloni est formé.

## Culture

### Cinéma

#### Autres films sortis en Italie en 2016
- x

#### Mostra de Venise
- Lion d'or : The Woman Who Left de Lav Diaz
- Lion d'argent du meilleur réalisateur : Amat Escalante et Andreï Kontchalovski (ex aequo)
- Grand prix du jury de la Mostra de Venise : Nocturnal Animals de Tom Ford
- Coupe Volpi pour la meilleure interprétation féminine : Emma Stone dans La La Land
- Coupe Volpi pour la meilleure interprétation masculine : Oscar Martinez dans El ciudadano ilustre
- Prix du meilleur scénario : Noah Oppenheim pour Jackie
- Prix Marcello-Mastroianni du meilleur jeune interprète : Paula Beer pour Frantz.

### Littérature

#### Livres parus en 2016
- x

#### Prix et récompenses
- Prix Strega : Edoardo Albinati, La scuola cattolica (Rizzoli)
  - Prix Strega européen : Annie Ernaux  France pour Gli anni (L'Orma)
- Prix Bagutta : Paolo Di Stefano, Ogni altra vita. Storia di italiani non illustri (Il Saggiatore) et Paolo Maurensig, Teoria delle ombre (Adelphi) (ex aequo)
- Prix Bancarella : Margherita Oggero, La Ragazza di fronte (Mondadori)
- Prix Campiello : Simona Vinci, La prima verità
- Prix Flaiano : 
  - Fiction : Jonathan Coe pour Numero undici (Number 11)
  - Poésie : ?
- Prix Malaparte : Elizabeth Strout[1].
- Prix Napoli : ?
- Prix Pozzale Luigi Russo :
  - x ?
  - x ?
  - x ?
- Prix Raymond-Chandler : Roberto Saviano
- Prix Scerbanenco : Fabio Stassi (it) pour La lettrice scomparsa (Sellerio Editore Palermo)
- Prix Stresa : Carmine Abate – La felicità dell'attes – Mondadori
- Prix Viareggio :
  - Roman : Franco Cordelli Una sostanza sottile (Einaudi)
  - Essai : Bruno Pischedda, L'idioma molesto (Aragno)
  - Poésie : Sonia Gentili, Viaggio mentre morivo (Aragno)

## Décès en 2016
- 6 janvier : Silvana Pampanini, actrice.
- 14 janvier : Franco Citti, acteur.
- 19 janvier : Ettore Scola, réalisateur et scénariste.
- 19 février : Umberto Eco, universitaire, érudit et romancier.
- 14 mars : Riccardo Garrone, acteur.
- 25 mars : Paolo Poli, acteur.
- 30 mars : Gianmaria Testa, chanteur.
- 18 avril : Fulvio Roiter, photographe.
- 19 mai : Marco Pannella, homme politique.
- 3 juin : Lucia Ragni, actrice et directrice de théâtre.
- 4 juin : Piero Leddi, peintre.
- 25 juin : Giuseppe Ferrara, réalisateur et scénariste.
- 27 juin : Bud Spencer, acteur.
- 11 juillet : Corrado Farina, réalisateur et scénariste.
- 16 septembre : Carlo Azeglio Ciampi, président de la République de 1999 à 2006.
- 13 octobre : Dario Fo, écrivain, dramaturge et metteur en scène.
- 13 octobre : Tonino Valerii, réalisateur et scénariste.
- 31 octobre : Silvio Gazzaniga, sculpteur.
- 1er novembre : Tina Anselmi, femme politique.
- 13 novembre : Enzo Maiorca, plongeur.
- 23 novembre : Vittorio Sermonti, écrivain.
- 22 décembre : Franca Sozzani, journaliste de mode.
- 29 décembre : William Salice, inventeur.

#### Articles sur l'année 2016 en Italie
- x

#### L'année sportive 2016 en Italie
- Championnat d'Italie de football 2015-2016
- Championnat d'Italie de football 2016-2017
- Coupe d'Italie de football 2015-2016
- Championnat d'Italie de rugby à XV 2015-2016
- Championnat d'Italie de rugby à XV 2016-2017
- Grand Prix automobile d'Italie 2016
- Milan-San Remo 2016
- Tour d'Italie 2016
- Tournoi de tennis de Rome (ATP 2016) (Masters de Rome)
- Tournoi de tennis de Rome (WTA 2016)

#### L'année 2016 dans le reste du monde
- L'année 2016 dans le monde
- 2016 par pays en Amérique, 2016 au Canada, 2016 aux États-Unis
- 2016 en Afrique • 2016 par pays en Asie • 2016 en Océanie
- 2016 aux Nations unies
- Décès en 2016